# So This Is Love (film, 1953)
Pour les articles homonymes, voir So This Is Love.
Pour plus de détails, voir Fiche technique et Distribution.
So This Is Love est un film américain réalisé par Gordon Douglas, sorti en 1953 et basé sur la vie de l'actrice et chanteuse américaine Grace Moore.

## Fiche technique
- Titre original : So This Is Love
- Réalisation : Gordon Douglas
- Scénario : John Monks Jr.
- Direction artistique : Edward Carrere
- Décors : George James Hopkins
- Costumes : Leah Rhodes
- Photographie : Robert Burks
- Montage : Folmar Blangsted
- Musique : Max Steiner
- Production : Henry Blanke
- Société de production : Warner Bros.
- Société de distribution : Warner Bros.
- Budget : 1,75 million US$[réf. nécessaire]
- Pays d'origine :  États-Unis
- Langue originale : anglais
- Format : couleur — 35 mm — 1.37:1 — son monophonique
- Genre : Biographie
- Durée : 101 minutes
- Date de sortie :
  - États-Unis : 15 juillet 1953

## Distribution
- Kathryn Grayson : Grace Moore
- Merv Griffin : Buddy Nash
- Joan Weldon : Ruth Obre
- Walter Abel : Colonel James Moore
- Rosemary DeCamp : Tante Laura Stokley
- Jeff Donnell : Henrietta Van Dyke
- Douglas Dick : Bryan Curtis
- Ann Doran : Mme James Moore
- Margaret Field : Edna Wallace
- Mabel Albertson : Mary Garden
- Fortunio Bonanova : Dr Marafioti
- Marie Windsor : Marilyn Montgomery
- Noreen Corcoran : Grace Moore à 8 ans
- Mario Siletti : Giulio Gatti-Casazza

Acteurs non crédités
- Jester Hairston : un prêcheur
- John Hamilton : Charlie
- Richard Simmons : un acteur (numéro Time On My Hands)

## Chansons du film
So This is Love est une comédie musicale juke-box. La bande son contient des chansons de différents compositeurs comme Irving Berlin, Felix Powell ou George Henry Powell, et n'ont pas été écrites pour le film.
1. Voi, Che Sapete - Kathryn Grayson
2. Time On My Hands - Kathryn Grayson
3. The Tickle Toe - Kathryn Grayson
4. The Kiss Waltz - Kathryn Grayson
5. Remember - Kathryn Grayson
6. Oh Me! Oh My! - Kathryn Grayson
7. I Wish I Could Shimmy Like My Sister Kate - Kathryn Grayson
8. Ciribiribin - Kathryn Grayson
9. Ah! Je ris de me voir si belle - Kathryn Grayson
10. Christ The Lord Is Risen Today
11. I Kiss Your Hand, Madame - Merv Griffin
12. I'm Just Wild About Harry
13. In Dat Great Gittin' Up Morning - Noreen Corcoran
14. Je veux vivre - Kathryn Grayson
15. Memories
16. Pack Up Your Troubles In Your Old Kit Bag and Smile, Smile, Smile!
17. Si, Mi Chiamo Mimi (Mimi's Aria) - Kathryn Grayson
18. So This is Love